# René Henry Munsch
Pour les articles homonymes, voir Munsch.
René Albert Munsch, dit René Henry-Munsch (1894-1974), est un dessinateur et professeur d'art graphique et de publicité. Il est notamment reconnu pour ses études sur le dessin typographique des lettres, et en tant que peintre des paysages alsaciens.  

## Biographie
René Henry-Munsch est né le 12 août 1894 à Stenay dans la Meuse. Il est le fils de Conrad Munsch, notaire et plus tard Chevalier de la Légion d'honneur, issu d'une famille de Guebwiller, en Alsace. Il entame des études artistiques avant d'être mobilisé pour la Première Guerre mondiale durant laquelle il est décoré de la Croix de Guerre avec deux citations. Après sa démobilisation, il suit les cours de l'École Estienne. À partir de 1922, il est professeur de dessin, de publicité ainsi que d'histoire de l'art. En 1926, il publie chez Jean Kuster, imprimeur à Kaysersberg, l'ouvrage La vieille cité de Kaysersberg, et épouse sa fille Hélène l'année suivante. Il enseigne l'art graphique, le dessin de la Lettre et la publicité dans les écoles d'art de la ville de Paris (Arts Appliqués, puis Estienne), à l'EnsAD. Il décède en 1974 et demeure à ce jour relativement méconnu.